# Lista de presidentes da Assembleia Legislativa do Ceará
Esta é uma lista de presidentes da Assembleia Legislativa do Ceará, desde sua fundação em 1835.
- Joaquim José Barbosa (1835-1837 / 1846-1847)
- João Facundo de Castro Menezes (1838-1839)
- Miguel Fernandes Vieira (1840-1841 / 1844-1845)
- Frutuoso Dias Ribeiro (1843)
- Tristão de Alencar Araripe (1848-1849)
- Domingos José Nogueira Jaguaribe (1850-1851)
- Manuel Teófilo Gaspar de Oliveira (1852)
- José Pio Machado (1853-1854)
- Pedro Pereira da Silva Guimarães (1855)
- Manuel Franco Fernandes Vieira (1856-1857)
- Justino Domingues da Silva (1858-1861)
- Gonçalo Batista Vieira (1862 / 1870-1871)
- Francisco Xavier Nogueira (1863 / 1872-1877)
- Hipólito Cassiano Pamplona (1864-1865)
- Francisco Correia de Carvalho e Silva (1866)
- Antonino Pereira de Alencar (1867-1868)
- Antônio Joaquim Rodrigues Junior (1869)
- José Pompeu de Albuquerque Cavalcante (1878-1880)
- Helvécio da Silva Monte (1881)
- José Antônio da Justa (1882)
- João Antônio do Nascimento e Sá (1883)
- Antero José de Lima (1884-1885)
- José Teixeira da Graça (1886)
- João Paulino de Barros Leal (1887)
- Belisário Cícero Alexandrino (1888 / 1900-1912)
- Luiz de Souza Leitão (1888-1889)
- Diogo Gomes Parente (1888-1889)
- José Joaquim Domingues Carneiro (1891)
- Antônio Pinto Nogueira Acioly (1892-1893)
- Gonçalo de Almeida Souto (1892 / 1898-1899)
- Carlos Felipe Rabelo de Miranda (1894-1897)
- Francisco Ferreira Antero (1913)
- Floro Bartolomeu da Costa (1914)
- Tibúrcio Gonçalves de Paula (1915-1919)
- Alfredo Dutra de Souza (1919)
- Antônio Botelho de Souza (1920)
- Rubens Monte (1921)
- José Lino da Justa (1922-1923)
- Francisco de Paula Guimarães (1924-1925)
- Eduardo Henrique Girão (1926-1929)
- João Otávio Lobo (1930)
- César Cals de Oliveira (1953-1957)
- Joaquim Bastos Gonçalves (1947-1949)
- Amadeu Furtado (1950)
- Péricles Moreira da Rocha (1951)
- Raimundo Ivan Barroso de Oliveira (1951 / 1953)
- Francisco Ferreira da Ponte (1952 / 1954)
- Décio Teles Cartaxo (1955 / 1958)
- José Napoleão de Araújo (1956)

- Edson da Mota Corrêa (1957)
- Almir Santos Pinto (1959 / 1965 / 1973-1974)
- Abelardo Gurgel Costa Lima (1960)
- Raimundo Gomes da Silva (1961 / 1968)
- José Pontes Neto (1962)
- Carlos Mauro Cabral Benevides (1963-1964)
- Franklin Gondim Chaves (1966)
- José Adauto Bezerra (1967 / 1971-1972)
- Gonçalo Claudino Sales (1969)
- Manoel de Castro Filho (1970)
- Alceu Vieira Coutinho (1975-1976)
- Paulo Feijó de Sá e Benevides (1977-1978)
- Aquiles Peres Mota (1979-1980 / 1983-1984)
- Antônio dos Santos Soares Cavalcante (1981-1982)
- Francisco Castelo de Castro (1985-1986)
- Antônio Gomes da Silva Câmara (1987-1988)
- Francisco Pinheiro Landim (1989-1990)
- Júlio Gonçalves Rêgo (1991-1992)
- Francisco de Paula Rocha Aguiar (1993-1994)
- Arthur Silva Filho (1994-1995, out a jan)
- Cid Ferreira Gomes (1995-1996)
- Moésio Loiola de Melo (1996, out a dez)
- Luiz Alberto Vidal Pontes (1997-1998)
- Teodorico José de Menezes Neto (1999, jan a fev)
- José Welington Landim (1999-2000 / 2001-2002)
- Marcos César Cals Oliveira (2003-2004 / 2005-2006)
- Domingos Gomes de Aguiar Filho (2007-2008 / 2009-2010)
- Gony Arruda (2010-2011, dez a jan)
- Roberto Cláudio Bezerra (2011-2012)
- José Sarto Nogueira Moreira (2012-2013, dez a jan)
- Zezinho Albuquerque (2013-2014 / 2015-2016 / 2017-2018)
- José Sarto Nogueira Moreira (2019-2020)
- Fernando Santana (2020-2021)
- Evandro Leitão (2021-2024)
- Fernando Santana (2024-2025)
- Romeu Aldigueri (2025-)

1. ↑  «Ex-presidentes da ALECE». Anuário do Ceará